# Sangouiné
Sangouiné  è una città, sottoprefettura e comune della Costa d'Avorio, situata nel dipartimento di Man. Conta una popolazione di 36 832 abitanti (censimento 2014).